# Codi font

Codi font d'un programa escrit amb el llenguatge de programació Java

En informàtica, codi font és una sèrie d'instruccions en un llenguatge de programació llegible que un sistema informàtic ha de processar per a poder-les executar.
En general, quan es parla del codi font corresponent a un programari, hom refereix al conjunt de fitxers amb les instruccions necessàries per fer funcionar aquest programa. Aquests fitxers es poden guardar en diferents suports, com paper o cinta magnètica, però habitualment s'emmagatzemen a la memòria de l'ordinador, al disc dur o algun altre suport permanent. Un cop el codi font és disponible a l'ordinador, es pot convertir en un fitxer executable mitjançant un compilador, o bé es pot executar de diferent manera amb un intèrpret, depenent del llenguatge utilitzat.
L'estudi del codi font d'un programari per un expert li permet veure com funciona. També pot modificar-lo per canviar o millorar el funcionament del programa. Els fitxers compilats són específics per a cada sistema operatiu (SO) i no són compatibles entre ells.

## Aspectes importants del codi font
Un aspecte interessant a tenir en compte quan es parla del codi font d'un programa informàtic és si la seva llicència permet que aquest codi font estigui disponible perquè qualsevol pugui estudiar-lo, modificar-lo o reutilitzar. Quan es compleix aquest aspecte es diu que el programa és programari de codi obert, en contraposició al programari de codi tancat en el qual s'imposa algun tipus de restricció perquè el codi font no pugui ser accessible o modificable per tercers.